# Wacław Cegiełka
Wacław Cegiełka (ur. 11 września 1887 w Grabowie, pow. Kępno, zm. 3 lutego 1966 w Lesznie) – polski działacz społeczny i polityczny, burmistrz Ostrowa Wielkopolskiego.

## Życiorys
Był synem murarza Szczepana i Marianny z Klichowskich. Ukończył szkołę powszechną w Poznaniu. Wzorem ojca wyuczony na murarza, w młodości wyjechał za pracą do Westfalii. Zaangażował się tam w działalność Zjednoczenia Zawodowego Polskiego w Duisburgu. W latach 1907–1910 służył w armii niemieckiej. Podczas I wojny światowej w latach 1914-1915 ponownie w armii niemieckiej, na froncie francuskim i belgijskim, ciężko ranny został zwolniony z wojska.
Od 1915 sekretarz oddziału rzemieślniczego ZZP w Poznaniu i kierownik biura dla obrony przed wyzyskiem pracodawców Polaków wywożonych z Królestwa Kongresowego do Prus, Brandenburgii i na Pomorze. W 1917 współtwórca Narodowego Stronnictwa Robotniczego i członek pierwszego Zarządu Głównego. W listopadzie 1918 został członkiem Wydziału Wykonawczego Rady Robotników i Żołnierzy w Poznaniu, był delegatem na Polski Sejm Dzielnicowy w Poznaniu w 1918, pełnił funkcję sekretarza generalnego Sejmu Dzielnicowego oraz członka Naczelnej Rady Ludowej. W latach 1919–1921 stał na czele Departamentu Pracy i Opieki Społecznej najpierw w Komisariacie Naczelnej Rady Ludowej, potem w Ministerstwie byłej Dzielnicy Pruskiej. Został w 1919 wybrany do Sejmu Ustawodawczego II RP (zrzekł się mandatu 1 października 1919). W latach 1921–1929 był starostą w Kościanie i Czarnkowie. Od czerwca do lipca 1923 urlopowany i przydzielony do Komisarza Generalnego RP w Gdańsku w celu przygotowania i przeprowadzenia akcji wyborczej do Sejmu Gdańskiego (przyczynił się do wyboru 7 posłów, którzy utworzyli Koło Polskie). W latach 1930–1939 był burmistrzem Ostrowa Wielkopolskiego. 
Podczas okupacji niemieckiej ukrywał się w Wielkopolsce, od 1940 przebywał na terenie Generalnego Gubernatorstwa, w latach 1940–1945 polski burmistrz w Skarżysku Kamiennej. W 1945 aresztowany przez Niemców jako zakładnik, zbiegł z transportu więźniów.
Po wojnie osiadł w Pile, gdzie do 1948 był starostą, a potem pracował w spółdzielczości pracy inwalidów. Ostatnie lata życia spędził w Lesznie, tam też zmarł.
Był dwukrotnie żonaty (z Franciszką Jasiniak, następnie z jej siostrą Zofią); z pierwszego małżeństwa miał czworo dzieci, syna Radosława i córki Irenę, Leokadię i Zdzisławę.

## Odznaczenia
Dekretem Naczelnika Państwa z 29 grudnia 1921 został odznaczony Orderem „Odrodzenia Polski” klasy IV – w uznaniu zasług, położonych dla Rzeczypospolitej Polskiej na polu pracy narodowej.